# インドア

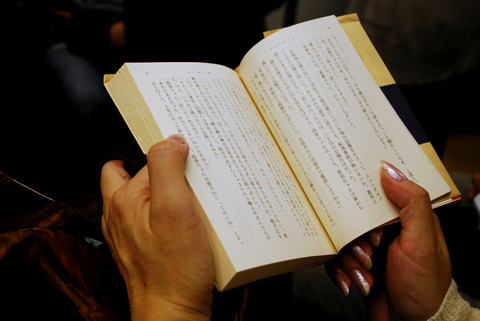
インドアで楽しめる趣味の一つである読書

インドア（indoor）は、室内・屋内を意味する用語。アウトドアとの対比関係としても用いられ、室内での行動を好む者をインドア派と呼ぶこともある。

## インドア派
インドア派には映画鑑賞、読書、テレビゲーム、料理などといった室内で行えるものをメインにした趣味を持つ者に多い傾向が見られ、アウトドアといった屋外活動が苦手な者も多い。カップルや夫婦が共にインドア派の場合、マンネリも懸念されるが、人目を気にせず2人きりで過ごす時間をより楽しむことができる。
2014年にマッチアラームが20・30代の独身の男女5,165人に調査した「アウトドア派とインドア派、恋人にするならどっち？」というアンケートでは男女共にアウトドア派が多かったが、インドア派からは"まったりが好き"、"インドア派の人は家庭的な人が多そう"という理由が挙げられた。

## 新型コロナウイルスの感染拡大の影響
2020年、新型コロナウイルスの感染拡大の影響で外出自粛（ステイホーム）などで、インドア生活を余儀なくされたり、インドア生活での需要が高まった。おうち時間という言葉も誕生し、ソーシャル・ネットワーキング・サービスのInstagram内のストーリーズ機能では「おうち時間」というスタンプも登場した。新型コロナウイルスの拡大の影響を受け、本来アウトドア・アクティビティーとされるものをインドアでも楽しめるような工夫がなされ、例として花見（インドア花見）、旅行（オンライン旅行）などがある。その他にもキャンプやバーベキューなどもインドア向けの者も楽しめるように発展している。